# Missionary Man
«Nessuna colpa rimarrà impunita»
(tagline del film)
Missionary Man è un film del 2007 scritto da Dolph Lundgren e Frank Valdez diretto ed interpretato da Dolph Lundgren.

## Trama
In città è arrivato un nuovo volto, un uomo misterioso, che viaggia su una potente moto ed è un tipo di poche parole. Il suo nome è Ryder ed è venuto a vendicare la morte di un suo amico. Ma una volta arrivato scoprirà che dietro quell'efferato assassinio si nasconde uno spietato piano criminale, che potrebbe cambiare per sempre la vita di tutta la città. Per Ryder è arrivato il momento di fare giustizia ed è disposto a tutto pur di ottenerla.